# 無間音樂
《無間音樂》（英語：Global Rhythm），是香港電視廣播有限公司的一個音樂節目，於2004年7月27日至2023年5月27日播出，前身為《翡翠音樂幹線》。本節目主要以播放音樂錄像（MV）為主。
本節目現時在星期二至六凌晨（星期一至五深夜）於翡翠台播映，並在星期一至五的早上於J2重播。為免混淆，本條目以下內容將全部使用星期二至六之格式。以深夜角度來說，將是所提及日期之前一天。

## 播放時間
2004年7月27日起逢星期二至六約01:40-02:40於翡翠台播放。
2011年10月28日至2012年5月26日間於逢星期一至五16:15-17:15於J2台播出，翌日01:55-02:55於翡翠台重播，以及07:00-08:00於J2台重播。
2012年5月29日起改為恢復逢星期二至六01:55-02:55於翡翠台首播，同日07:00-08:00於J2台重播。2012年9月25日起翡翠台首播時間改為01:45-02:50，2012年12月4日起改為02:15-03:15，2013年3月19日起改為02:25-03:25。2013年7月16日起轉為高清格式。2014年2月11日至2月22日改為02:10-03:10。2014年6月3日至9月9日暫停於J2重播。受世界盃影響，2014年6月21日至7月12日翡翠台改為02:40-03:40或03:00-04:00播出。
2015年2月2日起，J2重播時間改為逢星期一至五08:30-09:30。翡翠台在星期二至五凌晨播映之集數，會於同日早上8:30於J2重播，而翡翠台在星期六凌晨播映之集數，會於下星期一早上8:30才於J2重播。星期六於J2重播的安排已在1月31日起取消，因此J2在2月2日才重播翡翠台1月31日凌晨之集數。2015年4月27日起，J2重播時間改為逢星期一至五11:30-12:30。2015年9月7日起，J2重播時間再改為逢星期一至五11:00-12:00，2016年7月11日起改為02:35-03:30。2016年10月10日起，J2重播時間改為逢星期一至五10:30-11:30。2018年10月21日起，J2重播時間又再改為逢星期一至五11:00-12:00。
2019年2月4日至3月19日因為每日連播播放2集《如懿傳》關係，本節目暫停播放；2019年4月2日起改為只於逢星期二至五播出。
2019年6月25日起改為02:50-03:50，並於2020年5月5日起恢復為02:35-03:35。
2020年7月21日起改為03:15-04:10，2020年12月8日至12月31日因新增第三綫劇集時段而《晚間新聞》延遲至23:30關係，本節目改為03:35-04:30。
2023年5月27日，本節目播放最後一集（精選重溫作為完結）；並於2023年5月29日起播放全新音樂節目《Music Break》。
本節目設有海外版，分別於加拿大的新時代電視1台跟美國的翡翠1台播放。加拿大的播放時間一般為東/西岸時間逢星期二至六凌晨2:40-3:30，美國的播放時間則為東岸時間逢星期二至六清晨5:00-6:00。

## 每日內容
本節目現時以全音樂錄像（無訪談及主持介紹）模式播映。
- 星期一：勁歌金榜速遞

在公佈當週「勁歌金榜」的完整榜單後，以倒序形式（即由第十名開始）播出該十首歌的音樂錄像，之後會播出一至三首勁歌金榜挑戰歌或新歌推介。
- 星期二：Global Hot Picks

播出多首英、美、日、韓歌手流行曲之音樂錄像。
- 星期三：超級勁歌推介／JSG挑戰歌

節目首一至兩節會介紹於該兩星期被挑選為「超級勁歌推介」的四至五首歌曲音樂錄像；後兩節會播出四至五首最新派台至無綫的歌曲音樂錄像。其中即將上榜的歌曲會播放得較多。本環節曾一度因派台歌曲不足而暫停。
- 星期四：華語熱選

播出多首華語歌手流行曲之音樂錄像。
- 星期五：精選重溫

播出多首過往派台至無綫的歌曲音樂錄像，本環節過往曾以《點藏點樂》為題播放。現時此環節較多播出2020年或之後派台的音樂錄像。
節目過去亦有包括以下內容：
- 音樂天空

節目會邀請一個或數個歌手、組合或樂隊，首先播出其新歌MV，其後主持會訪問他（們）有關該新歌、MV拍攝、近況和專輯製作等。節目首三節期間亦會播出JSG挑戰歌／超級勁歌推介，最後一節則會邀請嘉賓親自挑選自己喜愛的歌曲，並會播放一首舊歌或／及一首嘉賓以往的歌曲。由2015年6月30日起，播完該週所有JSG挑戰歌後，節目剩餘時間會播放其他廣東新歌和華語歌，當中部分廣東歌可能更是將來的JSG挑戰歌或超級勁歌推介。2021年7月，因應往後不再安排主持及嘉賓，本環節正式結束製作。

## 過往主持
2020年3月15日起至2020年7月30日的常規更表：
- 星期一 （勁歌金榜速遞）：周志康、鄭芷彤
- 星期二、星期五（音樂天空）：周志康或占史
- 星期三（Global Hot Picks）：謝文欣、鄭芷彤
- 星期四（華語勁歌金榜）：谷婭溦、謝文欣

2015年7月25日至2020年3月14日的常規更表：
- 星期一（勁歌金榜速遞）：胡蓓蔚
- 星期二（新歌進場）：周志康
- 星期三（超級勁歌推介／挑戰歌）：周志康
- 星期四（華語勁歌金榜）：胡蓓蔚
- 星期五（Global Hot Picks）：胡蓓蔚

備註：王歌慧於2015年7月25日（星期六）凌晨一集加入，2018年退出，與胡蓓蔚拍檔主持Global Hot Picks。

周志康於2015年8月8日（星期六）及9月1日（星期二）凌晨之集數代替胡蓓蔚擔任主持。

胡蓓蔚在2015年9月3日（星期四）代替周志康，與王歌慧拍檔擔任主持。
2015年4月28日至2015年7月24日的常規更表：
- 星期一（新歌進場）：胡蓓蔚
- 星期二（勁歌金榜速遞）：周志康
- 星期三（超級勁歌推介/華語歌精選）：周志康、謝文欣
- 星期四（雙語榜播）：胡蓓蔚
- 星期五（Global Hot Picks）：胡蓓蔚、謝文欣

備註：謝文欣於2015年4月30日（星期四）凌晨一集加入，與周志康拍檔主持全新環節「超級勁歌推介」。她於同年6月17日（星期三）代替周志康擔任主持。她於同年7月23日後暫別無間音樂，由另一主持王歌慧代替。

周志康於2015年6月16日（星期二）和7月21日（星期二）凌晨之集數代替胡蓓蔚擔任主持。他亦在2015年5月30日（星期六）和6月20日（星期六）代替胡蓓蔚，與謝文欣拍檔擔任主持。

胡蓓蔚在2015年6月18日（星期四）代替謝文欣，與周志康拍檔擔任主持，是自2015年4月22日後的首次。
2012年10月1日至2015年4月25日的常規更表：
- 星期二（勁歌金榜速遞）：周志康
- 星期三（點藏點樂）：胡蓓蔚、周志康
- 星期四（Global Hot Picks）：胡蓓蔚、周志康
- 星期五（雙語榜播）：胡蓓蔚
- 星期六（新歌進場）：胡蓓蔚
- 替更主持：譚嘉儀、吳業坤

備註：周志康於2013年8月30日（星期五）、11月16日（星期六）、2014年8月30日（星期六）、12月13日（星期六）及2015年2月13日（星期五）凌晨之集數代替胡蓓蔚擔任主持。
周志文於2013年10月1日（星期二）至10月2日（星期三）凌晨之集數代替受傷的周志康擔任主持。
譚嘉儀於2013年11月15日（星期五）、2014年12月12日（星期五）、2014年12月20日（星期六）及2015年2月14日（星期六）凌晨一集代替胡蓓蔚擔任主持。她亦在2013年11月20日（星期三）、11月21日（星期四）、2014年12月19日（星期五，當日改為點藏點樂）、2015年2月18日（星期三）及2月26日（星期四）代替胡蓓蔚，與周志康拍檔擔任主持。
吳業坤於2014年10月21日（星期二）凌晨一集代替周志康擔任主持。他亦在10月22日（星期三）及10月23日（星期四）代替周志康，與胡蓓蔚拍檔擔任主持。

## 電視節目的變遷
| 香港 無綫電視翡翠台 星期二至六 02:35-03:35 時段 | 香港 無綫電視翡翠台 星期二至六 02:35-03:35 時段 | 香港 無綫電視翡翠台 星期二至六 02:35-03:35 時段 |
| ----------------------------------------------- | ----------------------------------------------- | ----------------------------------------------- |
|                                                 | 無間音樂 （2004年7月27日－2023年5月27日）       |                                                 |
| 翡翠音樂幹線 （1991年10月6日－2004年7月24日）   | Music Break （2023年5月29日－） （01:35-02:05） |                                                 |

| 香港 無綫電視J2 星期二至六 07:00-08:00 時段 | 香港 無綫電視J2 星期二至六 07:00-08:00 時段 | 香港 無綫電視J2 星期二至六 07:00-08:00 時段 |
| --- | ------------------------------------------- | --- |
| | 無間音樂 （2011年10月28日－2013年6月29日）  | |
| 鬥牛，要不要 | 愛似百匯                                    | |
| 香港 無綫電視J2 星期二至六 07:00-08:00 時段 |                                             | |
| 第2回合我愛你 | 無間音樂 （2013年9月11日－2014年6月3日）    | 美少女戰士S |
| 香港 無綫電視J2 星期二至六 07:00-08:00 時段 |                                             | |
| 華麗的挑戰 | 無間音樂 （2014年9月10日－2015年1月30日）   | 型格瘋 (逢星期一至五07:00-07:30) 櫻桃小丸子 (逢星期一至五07:30-08:00) |
| 香港 無綫電視J2 星期一至五 08:30-09:30 時段 · 2015年4月27日起改為 11:30-12:30 時段 · 2015年9月7日起改為 11:00-12:00 時段 · 2016年10月10日起改為 10:30-11:30 時段 · 2020年9月7日起改為 09:30-10:30 時段 · 2021年12月6日起改為 09:00-10:00 時段 |                                             | |
| 明星學生妹 (逢星期二至六08:30-09:00) 台灣潮什麼 (逢星期二至五09:00-09:30) | 無間音樂 （2015年2月2日－2023年5月29日）    | 牛島酒館 (逢星期一（重播）07:30-09:30) 叢林的法則 (逢星期二（重播）08:20-09:30) 至尚生活 (逢星期三（重播）09:00-09:30) RUNNING MAN （逢星期四（重播）07:45-09:30) 白Packer (逢星期五（重播）07:30-09:30) Music Break （2023年5月30日－2024年4月19日） （09:30-10:00） |